# Silver Link
Silver Link (japonsky 株式会社シルバーリンク, Kabušiki gaiša Širubá Rinku) je japonské animační studio. Založil jej animační producent Hajato Kaneko v prosinci roku 2007.

## Historie
Po založení společnosti Silver Link v roce 2007 se režisér Šin Ónuma, který dříve pracoval ve studiu Shaft po boku Akijukiho Šinbóa a Tacuji Oišiho, připojil ke studiu. Ónuma se na většině produkce studia podílel jako režisér nebo spolurežisér. Silver Link má ve vlastnictví dceřinou společnost Beep, subdodavatelské animační studio, a mělo v držení studio Connect, které zpočátku pomáhalo Silver Linku s jeho tvorbou a pak se zaměřilo na svou produkci.
Dne 17. července 2020 bylo oznámeno, že Silver Link plánuje rozpustit studio Connect a plně jej pohltit. Tím budou všechny činnosti a práva studia přesunuty Silver Linku.
Dne 3. srpna 2020 bylo oznámeno, že společnost Asahi Broadcasting Group Holdings odkoupila Silver Link.

## Tvorba

### Televizní seriály
| Rok  | Název                                                                      | Režie                                            | Od                | Do                | Díly          | Poznámky                                                                                            | Zdroje |
| ---- | -------------------------------------------------------------------------- | ------------------------------------------------ | ----------------- | ----------------- | ------------- | --------------------------------------------------------------------------------------------------- | ------ |
| 2009 | Tayutama: Kiss on my Deity                                                 | Keitaro Motonaga                                 | 5. dubna 2009     | 21. června 2009   | 12            | Založeno na vizuálním románu společnosti Lump of Sugar.                                             |        |
| 2010 | Baka to Test to šókandžú                                                   | Šin Ónuma                                        | 7. ledna 2010     | 31. března 2010   | 13            | Adaptace série light novel, jejímž autorem je Kendži Inoue.                                         | [ 3 ]  |
| 2011 | Baka to Test to šókandžú: Ni!                                              | Šin Ónuma                                        | 8. července 2011  | 30. září 2011     | 13            | Pokračování anime seriálu Baka to Test to šókandžú.                                                 |        |
| 2011 | C3                                                                         | Šin Ónuma                                        | 1. října 2011     | 17. prosince 2011 | 12            | Adaptace série light novel, jejímž autorem je Hazuki Minase.                                        |        |
| 2012 | Tasogare otome x Amnesia                                                   | Šin Ónuma Takaši Sakamoto                        | 8. dubna 2012     | 24. června 2012   | 12            | Adaptace série mangy, jejímž autorem je duo Maybe.                                                  | [ 4 ]  |
| 2012 | Čitose Get You!!                                                           | Takao Sano                                       | 1. července 2012  | 24. prosince 2012 | 26            | Adaptace série čtyřpanelové mangy, jejíž mangakou je Ecuja Mašima.                                  | [ 5 ]  |
| 2012 | Kokoro Connect                                                             | Šin Ónuma Šin'ja Kawacura                        | 8. července 2012  | 30. září 2012     | 13            | Adaptace série light novel, jejímž autorem je Sadanacu Anda.                                        | [ 6 ]  |
| 2012 | Oní-čan dakedo ai sae areba kankei nai jo ne!                              | Keiičiro Kawaguči                                | 5. října 2012     | 21. prosince 2012 | 12            | Adaptace série light novel, jejímž autorem je Daisuke Suzuki.                                       | [ 7 ]  |
| 2012 | Kokoro Connect: Miči Random                                                | Šin Ónuma Šin'ja Kawacura                        | 30. prosince 2012 | 30. prosince 2012 | 4             | Finální čtyři epizody anime seriálu Kokoro Connect.                                                 | [ 8 ]  |
| 2013 | Wataši ga motenai no wa dó kangaetemo omaera ga warui!                     | Šin Ónuma                                        | 8. července 2013  | 23. září 2013     | 12            | Adaptace série mangy, jejíž mangakou je Nico Tanigawa.                                              | [ 9 ]  |
| 2013 | Fate/kaleid liner Prisma Illya                                             | Šin Ónuma(šéf) Takaši Sakamoto(šéf) Mirai Minato | 5. ledna 2013     | 30. března 2013   | 10            | Adaptace série mangy, jejíž mangakou je Hiroši Hirojama.                                            | [ 10 ] |
| 2013 | Strike the Blood                                                           | Takao Sano(šéf) Hidejo Jamamoto                  | 4. října 2013     | 28. března 2014   | 24            | Adaptace série light novel, jejímž autorem je Gakuto Mikumo. V koprodukci se studiem Connect.       | [ 11 ] |
| 2013 | Non non bijori                                                             | Šin'ja Kawacura                                  | 7. října 2013     | 23. prosince 2013 | 12            | Adaptace série mangy, jejíž mangakou je Atto.                                                       | [ 12 ] |
| 2014 | Nórin                                                                      | Šin Ónuma                                        | 10. ledna 2014    | 29. března 2014   | 12            | Adaptace série light novel, jejímž autorem je Širow Širatori.                                       | [ 13 ] |
| 2014 | Fate/kaleid liner Prisma Illya 2wei!                                       | Šin Ónuma(šéf) Masato Džinbo                     | 10. července 2014 | 11. září 2014     | 10            | Pokračování anime seriálu Fate/kaleid liner Prisma Illya.                                           | [ 14 ] |
| 2014 | Rokudžóma no šinrjakuša!?                                                  | Šin Ónuma(šéf) Džin Tamamura                     | 11. července 2014 | 26. září 2014     | 12            | Adaptace série light novel, jejímž autorem je Takehaja.                                             | [ 15 ] |
| 2014 | Girlfriend (Kari)                                                          | Naotaka Hajaši                                   | 13. října 2014    | 29. prosince 2014 | 12            | Založeno na mobilní hře od společnosti CyberAgent.                                                  | [ 16 ] |
| 2015 | Jurikuma araši                                                             | Kunihiko Ikuhara                                 | 5. ledna 2015     | 30. března 2015   | 12            | Původní dílo.                                                                                       | [ 17 ] |
| 2015 | Chaos Dragon                                                               | Hideki Tačibana Masato Matsune                   | 2. července 2015  | 17. září 2015     | 12            | Založeno na hře na hrdiny Red Dragon. V koprodukci se studiem Connect.                              | [ 18 ] |
| 2015 | Non non bijori: Repeat                                                     | Šin'ja Kawacura                                  | 6. července 2015  | 21. září 2015     | 12            | Pokračování anime seriálu Non non bijori.                                                           | [ 19 ] |
| 2015 | Fate/kaleid liner Prisma Illya 2wei Herz!                                  | Šin Ónuma (šéf) Masato Džinbo                    | 25. července 2015 | 26. září 2015     | 10            | Pokračování anime seriálu Fate/kaleid liner Prisma Illya 2wei!.                                     |        |
| 2015 | Rakudai kiši no Cavalry                                                    | Šin Ónuma Džin Tamamura                          | 3. října 2015     | 19. prosince 2015 | 12            | Adaptace série light novel, jejímž autorem je Riku Misora. V koprodukci se studiem Nexus.           | [ 20 ] |
| 2015 | Ore ga odžó-sama gakkó ni „Šomin sample“ tošite račirareta ken             | Masato Džinbo                                    | 7. října 2015     | 23. prosince 2015 | 12            | Adaptace série light novel, jejímž autorem je Takafumi Nanacuki.                                    | [ 21 ] |
| 2015 | Taimadó gakuen 35 šiken šótai                                              | Tomojuki Kawamura                                | 7. října 2015     | 23. prosince 2015 | 12            | Adaptace série light novel, jejímž autorem je Tóki Janagimi.                                        | [ 22 ] |
| 2016 | Unhappy                                                                    | Šin Ónuma                                        | 7. dubna 2016     | 23. června 2016   | 12            | Adaptace série mangy, jejíž mangakou je Cotoji.                                                     | [ 23 ] |
| 2016 | Tanaka-kun wa icumo kedaruge                                               | Šin'ja Kawacura                                  | 9. dubna 2016     | 25. června 2016   | 12            | Adaptace série mangy, jejíž mangakou je Nozomi Uda.                                                 | [ 24 ] |
| 2016 | Fate/kaleid liner Prisma Illya 3rei!                                       | Šin Ónuma (šéf) Masato Džinbo Ken Takahaši       | 6. července 2016  | 21. září 2016     | 12            | Pokračování anime seriálu Fate/kaleid liner Prisma Illya 2wei Herz!.                                | [ 25 ] |
| 2016 | Ange Vierge                                                                | Masafumi Tamura                                  | 9. července 2016  | 24. září 2016     | 12            | Založeno na sběratelské karetní hře společností Kadokawa a Sega. V koprodukci se studiem Connect.   | [ 26 ] |
| 2016 | Stella no mahó                                                             | Šin'ja Kawacura                                  | 3. října 2016     | 19. prosince 2016 | 12            | Adaptace série čtyřpanelové mangy, jejíž mangakou je Nozomi Uda.                                    | [ 27 ] |
| 2016 | Brave Witches                                                              | Kazuhiro Takamura                                | 5. října 2016     | 28. prosince 2016 | 12            | Spin-off anime seriálu Strike Witches.                                                              | [ 28 ] |
| 2017 | Masamune-kun no Revenge                                                    | Mirai Minato                                     | 5. ledna 2017     | 23. března 2017   | 12            | Adaptace série mangy, jejíž autorkou je Hazuki Takeoka.                                             | [ 29 ] |
| 2017 | Chaos;Child                                                                | Masato Džinbo                                    | 11. ledna 2017    | 29. března 2017   | 12            | Adaptace vizuálního románu Chaos;Child od společnosti 5pb.                                          | [ 30 ] |
| 2017 | Busó šódžo Machiavellism                                                   | Hideki Tačibana                                  | 5. dubna 2017     | 21. června 2017   | 12            | Adaptace série mangy, jejíž autorkou je Júja Kurokami. V koprodukci se studiem Connect.             | [ 31 ] |
| 2017 | Battle Girl High School                                                    | Noriaki Akitaja                                  | 2. července 2017  | 17. září 2017     | 12            | Založeno na online hře od studia COLOPL.                                                            | [ 32 ] |
| 2017 | Isekai šokudó                                                              | Masato Džinbo                                    | 3. července 2017  | 18. září 2017     | 12            | Adaptace série light novel, jejímž autorem je Džunpei Inuzuka.                                      | [ 33 ] |
| 2017 | Two Car                                                                    | Masafumi Tamura                                  | 7. října 2017     | 23. prosince 2017 | 12            | Původní dílo.                                                                                       | [ 34 ] |
| 2017 | Imóto sae ireba ii.                                                        | Šin Ónuma Džin Tamamura                          | 8. října 2017     | 24. prosince 2017 | 12            | Adaptace série light novel, jejímž autorem je Jomi Hirasaka.                                        | [ 35 ] |
| 2018 | Micuboši Colors                                                            | Tomojuki Kawamura                                | 7. ledna 2018     | 25. března 2018   | 12            | Adaptace série mangy, jejíž mangakou je Kacuwo.                                                     | [ 36 ] |
| 2018 | Death March kara hadžimaru isekai kjósókjoku                               | Šin Ónuma                                        | 11. ledna 2018    | 29. března 2018   | 12            | Adaptace série light novel, jejímž autorem je Hiro Ainana. V koprodukci se studiem Connect.         | [ 37 ] |
| 2018 | Butlers: Čitose momotose monogatari                                        | Ken Takahaši                                     | 12. dubna 2018    | 28. června 2018   | 12            | Původní dílo.                                                                                       | [ 38 ] |
| 2018 | Sunohara-só no kanrinin-san                                                | Šin Ónuma Mirai Minato                           | 5. července 2018  | 20. září 2018     | 12            | Adaptace série čtyřpanelové mangy, jejíž mangakou je Nekoume.                                       | [ 39 ] |
| 2019 | Circlet Princess                                                           | Hideki Tačibana                                  | 8. ledna 2019     | 26. března 2019   | 12            | Založeno na webová hře od společnosti DMM.com.                                                      | [ 40 ] |
| 2019 | Midara na Ao-čan wa benkjó ga dekinai                                      | Keisuke Inoue                                    | 6. dubna 2019     | 22. června 2019   | 12            | Adaptace série mangy, jejíž mangakou je Ren Kawahara.                                               | [ 41 ] |
| 2019 | Kendža no mago                                                             | Masafumi Tamura                                  | 10. dubna 2019    | 26. června 2019   | 12            | Adaptace série light novel, jejímž autorem je Cujoši Jošioka.                                       | [ 42 ] |
| 2019 | Naka no hito Genome [Džikkjóčú]                                            | Šin Ónuma                                        | 7. července 2019  | 22. září 2019     | 12            | Adaptace série mangy, jejíž mangakou je Osora.                                                      | [ 43 ] |
| 2020 | Itai no wa ija nano de bógjorjoku ni kjokufuri šitai to omoimasu.          | Šin Ónuma Mirai Minato                           | 8. ledna 2020     | 25. března 2020   | 12            | Adaptace série light novel, jejímž autorem je Júmikan.                                              | [ 44 ] |
| 2020 | Otome Game no hamecu Glag šika nai akujaku reidžó ni tensei šitešimatta…   | Keisuke Inoue                                    | 4. dubna 2020     | 20. června 2020   | 12            | Adaptace série light novel, jejímž autorem je Satoru Jamaguči.                                      | [ 45 ] |
| 2020 | Maó gakuin no futekigóša                                                   | Šin Ónuma Masafumi Tamura                        | 4. července 2020  | 26. září 2020     | 13            | Adaptace série light novel, jejímž autorem je Šú.                                                   | [ 46 ] |
| 2020 | Kimi to boku no saigo no sendžó, arui wa sekai ga hadžimaru seisen         | Šin Ónuma Mirai Minato                           | 7. října 2020     | 23. prosince 2020 | 12            | Adaptace série light novel, jejímž autorem je Kei Sazane.                                           | [ 47 ] |
| 2021 | Non non bijori: Nonstop                                                    | Šin'ja Kawacura                                  | 11. ledna 2021    | 29. března 2021   | 12            | Třetí řada anime seriálu Non non bijori.                                                            | [ 48 ] |
| 2021 | Otome Game no hamecu Glag šika nai akujaku reidžó ni tensei šitešimatta… X | Keisuke Inoue                                    | 3. července 2021  | bude oznámeno     | bude oznámeno | Pokračování anime seriálu Otome Game no hamecu Glag šika nai akujaku reidžó ni tensei šitešimatta…. | [ 49 ] |
| 2021 | Meikjú Black Company                                                       | Mirai Minato                                     | 9. července 2021  | bude oznámeno     | bude oznámeno | Adaptace série mangy, jejíž mangakou je Jóhei Jasumura.                                             | [ 50 ] |
| 2021 | Jahy-sama wa kudžikenai!                                                   | Mirai Minato                                     | 1. srpna 2021     | bude oznámeno     | bude oznámeno | Adaptace série mangy, jejíž mangakou je Wakame Konbu.                                               | [ 51 ] |
| 2021 | Deep Insanity: The Lost Child                                              | Šin Ónuma                                        | říjen 2021        | bude oznámeno     | bude oznámeno | Založeno na mobilní hře od společnosti Square Enix.                                                 | [ 52 ] |
| 2021 | Sekai saikó no ansacuša, isekai kizoku ni tensei suru                      | Masafumi Tamura                                  | 2021              | bude oznámeno     | bude oznámeno | Adaptace série light novel, jejímž autorem je Rui Cukujo. V koprodukci se studiem Palette.          | [ 53 ] |
| tba  | Maó gakuin no futekigóša 2                                                 | Šin Ónuma Masafumi Tamura                        | bude oznámeno     | bude oznámeno     | bude oznámeno | Pokračování anime seriálu Maó gakuin no futekigóša.                                                 | [ 54 ] |

### OVA/ONA
| Rok  | Název                                           | Režie             | Od                 | Do                 | Díly | Poznámky                                                                                          | Zdroje |
| ---- | ----------------------------------------------- | ----------------- | ------------------ | ------------------ | ---- | ------------------------------------------------------------------------------------------------- | ------ |
| 2011 | Baka to Test to šókandžú: Macuri                | Šin Ónuma         | 8. července 2011   | 30. září 2011      | 2    |                                                                                                   |        |
| 2012 | Kjó no Asuka Show                               | Masaši Kudó       | 2. srpna 2012      | 5. ledna 2013      | 20   | Adaptace série mangy, jejíž mangakou je Taiši Mori.                                               | [ 55 ] |
| 2012 | Otome wa boku ni koišiteru                      | Šin'ja Kawacura   | 29. srpna 2012     | 24. října 2012     | 3    | Založeno na vizuálním románu pro dospělé studia Caramel Box.                                      | [ 56 ] |
| 2012 | C3                                              | Šin Ónuma         | 25. dubna 2012     | 25. dubna 2012     | 1    | Adaptace série light novel, jejímž autorem je Hazuki Minase.                                      |        |
| 2014 | Strike Witches: Operation Victory Arrow         | Kazuhiro Takamura | 20. září 2014      | 2. května 2015     | 3    |                                                                                                   |        |
| 2014 | Bonjour: Koiadži Pâtisserie                     | Noriaki Akitaja   | 10. října 2014     | 20. března 2015    | 24   | Založeno na mobilní hře od společnosti more games. V koprodukci se studiem Connect.               |        |
| 2014 | Imawa no kuni no Alice                          | Hideki Tačibana   | 17. října 2014     | 16. února 2015     | 3    | Adaptace série mangy, jejíž mangakou je Haro Aso. V koprodukci se studiem Connect.                | [ 57 ] |
| 2015 | Strike the Blood: Valkyria no ókoku-hen         | Hidejo Jamamoto   | 25. listopadu 2015 | 23. prosince 2015  | 2    | Pokračování anime seriálu Strike the Blood. V koprodukci se studiem Connect.                      | [ 58 ] |
| 2016 | Tanaka-kun wa icumo kedaruge                    | Šin'ja Kawacura   | 24. června 2016    | 22. července 2016  | 2    |                                                                                                   | [ 59 ] |
| 2016 | Strike the Blood II                             | Hidejo Jamamoto   | 23. listopadu 2016 | 24. května 2017    | 8    | Pokračování OVA epizody Strike the Blood: Valkyria no ókoku-hen. V koprodukci se studiem Connect. | [ 60 ] |
| 2017 | Busó šódžo Machiavellism                        | Hideki Tačibana   | 25. listopadu 2017 | 25. listopadu 2017 | 1    | V koprodukci se studiem Connect.                                                                  |        |
| 2019 | Fate/kaleid liner Prisma Illya: Prisma Phantasm | Šin Ónuma         | 14. června 2019    | 14. června 2019    | 1    |                                                                                                   | [ 61 ] |

### Filmy
| Rok  | Název                                                     | Režie           | Premiéra       | Poznámky                                                                | Zdroje |
| ---- | --------------------------------------------------------- | --------------- | -------------- | ----------------------------------------------------------------------- | ------ |
| 2017 | Gekidžóban Fate/Kaleid Liner Prisma Illya: Sekka no čikai | Šin Ónuma       | 26. srpna 2017 | Pokračování anime seriálu Fate/kaleid liner Prisma Illya 3rei!!.        | [ 62 ] |
| 2018 | Gekidžóban Non non bijori: Vacation                       | Šin'ja Kawacura | 25. srpna 2018 | Pokračování anime seriálu Non non bijori: Repeat – Hotaru ga tanošinda. | [ 63 ] |